# 全国私立寮制学校協議会
全国私立寮制学校協議会（ぜんこくしりつりょうせいがっこうきょうぎかい）は、寮のある私立の中学校、高等学校、高等専門学校によって組織される協議会組織。略称は全寮協。

## 概要
2002年6月、受験生および保護者に、寮教育の目標・理念の理解を深めるために、寮のある私立学校14校が参加して、全国私立寮制学校協議会が発足した。
持ち回りで事務局となる幹事校を務める。主な事業として、毎年度11月に主要都市で開催する、入学希望者を対象とした、加盟校による合同相談会を実施。
日本には約1300校の私立高校が存在することから、寮を持っていない私立高校を勘案しても、協議会への参加校はごく一部と言える。

## 加入校
北海道
- 函館ラ・サール中学校・高等学校（男子）– 幹事校
- 立命館慶祥中学校・高等学校（共学）

青森県
- 松風塾高等学校（共学）

岩手県
- 盛岡白百合学園中学校・高等学校（女子）

宮城県
- 秀光中学校（共学）

埼玉県
- 秀明中学校・高等学校（共学）

千葉県
- 暁星国際中学校・高等学校（共学）

東京都
- 自由学園中等科・高等科（共学）
- 郁文館中学校・高等学校／グローバル高等学校（共学）

神奈川県
- 公文国際学園中等部・高等部（共学）
- 関東学院六浦中学校・高等学校（共学）
- 函嶺白百合学園中学校・高等学校（女子）

新潟県
- 開志国際高等学校（共学）

富山県
- 片山学園中学校・高等学校（共学）

石川県
- 国際高等専門学校（共学）

長野県
- 佐久長聖中学校・高等学校（共学）

岐阜県
- 麗澤瑞浪中学校・高等学校（共学）

静岡県
- 静岡聖光学院中学校・高等学校（男子）
- 不二聖心女子学院中学校・高等学校（女子）

愛知県
- 国際高等学校（共学）

大阪府
- 早稲田摂陵高等学校（共学）

和歌山県
- 高野山高等学校（共学）
- 近畿大学附属新宮高等学校・中学校（共学）

岡山県
- 岡山中学校・高等学校（共学）

広島県
- 如水館中学校・高等学校（共学）

大分県
- 岩田中学校・高等学校（共学）

沖縄県
- 沖縄尚学高等学校・附属中学校（共学）– 幹事校

## 発足時の参加校
協議会発足時の参加加入校は以下の14校である。
北海道
- 函館ラ・サール中学校・高等学校
- 北嶺中・高等学校

栃木県
- 那須高原海城中学校・高等学校

千葉県
- 暁星国際中学校・高等学校

山梨県
- 日本航空高等学校

長野県
- 佐久長聖中学校・高等学校

静岡県
- 静岡聖光中学校・高等学校

愛知県
- 富士中学校・高等学校

奈良県
- 西大和学園中学校・高等学校

岡山県
- 岡山中学校・高等学校

広島県
- 如水館中学校・高等学校

香川県
- 香川誠陵中学校・高等学校

高知県
- 土佐塾中学校・高等学校

鹿児島県
- 池田学園池田中学・高等学校